# Apátvarasd
Apátvarasd (vyslovováno [apátvarašd], německy Warasch, chorvatsky Varažda) je malá vesnička v Maďarsku v župě Baranya, spadající pod okres Pécsvárad. Nachází se asi 6 km severovýchodně od Pécsváradu. V roce 2015 zde žilo 129 obyvatel, z nichž jsou (dle údajů z roku 2011) 80,6 % Maďaři, 4 % Němci a 0,8 % Romové.
Sousedními vesnicemi jsou Erdősmecske, Feked, Görcsönydoboka, Mecseknádasd, Palotabozsok, Somberek, Szebény, Véménd a Zengővárkony, sousedním městem Pécsvárad.